# Juliusz Kühl
Juliusz Kühl (ur. 24 czerwca 1913 w Sanoku, zm. 19 lutego 1985 na Florydzie) – polski urzędnik konsularny, ekonomista i działacz diaspory żydowskiej, wpływowy członek grupy Ładosia, która pod kierownictwem Aleksandra Ładosia w latach 1941–1943 masowo produkowała nielegalne paszporty latynoamerykańskie dla ratowania Żydów z Holocaustu. W publicystyce żydowskiej i izraelskiej bardzo często uchodzący za lidera grupy.

## Życie osobiste
Juliusz Kühl urodził się w Sanoku w rodzinie ortodoksyjnych Żydów. Wcześnie utraciwszy ojca, przeniósł się w 1929 r. dzięki staraniom matki do krewnych w Szwajcarii, aby studiować na Uniwersytecie w Bernie. W 1939 r. z wyróżnieniem obronił pracę doktorską nt. polsko-szwajcarskich stosunków handlowych. Dysertacja ta zwróciła na niego uwagę Poselstwa RP, dzięki czemu po wybuchu II wojny światowej został zatrudniony w polskiej placówce dyplomatycznej.
W 1943 r. Kühl ożenił się z Yvonne Weill, z którą miał trzy córki. Jedna z nich, Evelyn Kühl, została później żoną Israela Singera, późniejszego sekretarza generalnego Światowego Kongresu Żydów (w latach 1986–2001).

## Grupa Ładosia
Juliusz Kühl był w latach 1940–1945 wiceszefem Sekcji Konsularnej Poselstwa RP pomimo nieuznawania jego statusu dyplomaty przez Szwajcarię. W latach 1941–1943, wspólnie z konsulem Konstantym Rokickim oraz za poparciem posła Aleksandra Ładosia i jego zastępcy Stefana Ryniewicza, Kühl brał udział w wyprodukowaniu kilku tysięcy paszportów Paragwaju, które za pośrednictwem organizacji żydowskich przemycano do okupowanej Polski.
Według raportów szwajcarskiej policji, Kühl odpowiedzialny był za przynoszenie blankietów kupowanych za łapówki od skorumpowanego konsula honorowego Paragwaju, zaś Konstanty Rokicki za ich wypełnianie i nadawanie im pozorów legalności. Dodatkową rolą Kühla był też stały kontakt z organizacjami żydowskimi współpracującymi z Poselstwem, w szczególności z wpływową rodziną Isaaka i Rechy Sternbuchów z Montreux, Komitetem Pomocy Żydowskim Ofiarom Wojny (RELICO) oraz z międzynarodową organizacją grupującą żydowskich ultraortodoksów, Agudat Israel.
Paszporty służyły do zwalniania żydowskiej ludności gett z wywózek do obozów zagłady. Ich posiadacze byli kierowani do obozów dla internowanych we Francji, gdzie mieli być wymienieni za internowanych w państwach alianckich Niemców. Główne skupiska internowanych znajdowały się w obozach w Vittel i w Bergen-Belsen. Zdaniem historyków i dziennikarzy, co najmniej kilkaset osób przeżyło w ten sposób Zagładę.
W trakcie swojej działalności, Kühl był dwukrotnie przesłuchiwany przez szwajcarską policję i spotykał się z groźbami deportacji. Prośby o jego zwolnienie lub o odsunięcie od obowiązków były parokrotnie odrzucane przez posła Ładosia. Do końca wojny Szwajcaria nie uznała statusu dyplomatycznego Juliusza Kühla pomimo oficjalnego zatrudnienia go w 1944 r. przez polskie Ministerstwo Spraw Zagranicznych.
Kühl razem z Ładosiem, Ryniewiczem i Rokickim wystąpili w lipcu 1945 r. ze służby dyplomatycznej wraz z przejęciem władzy przez Tymczasowy Rząd Jedności Narodowej.

## Życie powojenne
Juliusz Kühl pozostał po 1945 r. w Szwajcarii, gdzie prowadził działalność biznesową i – wraz z Ładosiem – współpracował z Polskim Stronnictwem Ludowym Stanisława Mikołajczyka. W 1949 r. wyjechał do Kanady. Z początku handlował zegarkami, by z czasem zostać odnoszącym sukcesy przedsiębiorcą branży budowlanej. W 1980 r. przeniósł się do Stanów Zjednoczonych, gdzie zmarł w Dade na Florydzie.
Juliusz Kühl pozostawił po sobie nieopublikowaną notkę biograficzną i szereg wybranych dokumentów dotyczących akcji paszportowej, które po jego śmierci przekazano do United States Holocaust Memorial Museum oraz Los Angeles Museum of the Holocaust.

## Juliusz Kühl w historiografii
Działalność Juliusza Kühla została szeroko opisana przez część historyków Holocaustu zajmujących się Szwajcarią. Zazwyczaj prezentowany jest on jako twórca grupy Ładosia lub jej kluczowa figura.
Kühl postrzegał siebie jako funkcjonariusza polskiego aparatu państwowego i utrzymywał, że akcja paszportyzacyjna prowadzona była na polecenie Ładosia, który z kolei miał wykonywać generalne instrukcje polskiego rządu (dokumenty nie potwierdzają tego ostatniego przekonania, ponieważ Ładoś nie informował rządu o tym, że sam zajmuje się fałszowaniem paszportów).
Ze względu na konspiracyjny charakter akcji i bardzo dobre kontakty Kühla ze wspólnotą żydowską Szwajcarii, powstał szeroko rozpowszechniony pogląd, że Kühl był twórcą i liderem operacji. Mit ten utwierdził Mark MacKinnon, prezentując Kühla jako ‘kanadyjskiego Schindlera. Polemizują z nim natomiast Zbigniew Parafianowicz i Michał Potocki, według których Kühl był jednym z czterech zaangażowanych w akcję dyplomatów, zaś na jej czele stał Ładoś. Pośrednie stanowisko zajmuje dr Agnieszka Haska, która twierdzi, że Ładoś i Kühl działali w tandemie, jednak pomija rolę Ryniewicza i Rokickiego oraz mechanizm tworzenia paszportów.

## Nagrody i odznaczenia
Do 2019 r. Kühl nigdy nie został w żaden sposób nagrodzony za swoją działalność, ale wymieniono go – obok Ładosia, Ryniewicza i Rokickiego – w liście Agudat Israel do rządu RP na uchodźstwie jako jedną z osób, które spowodowały ocalenie kilkuset Żydów.
- Medal Virtus et Fraternitas – 2019, pośmiertnie[10][11]
- Złoty Medal Kongresu Stanów Zjednoczonych – 2024, pośmiertnie[12]